# Terrorista de Nova Iguaçu
O Terrorista de Nova Iguaçu foi um criminoso responsável por uma série de atentados com bombas caseiras durante os anos de 1985 e 1987, respectivamente, em dois clubes, um cinema em um shopping center e em um supermercado Sendas, no município de Nova Iguaçu no Rio de Janeiro.
Numa reportagem do Jornal do Brasil de 17 de outubro de 1986 intitulada "Terrorista de Nova Iguaçu é contra rock", poucos dias após a explosão de uma bomba caseira no Cinema Center I do Shopping Iguatemi, um bilhete escrito em código de sinais marítimos e assinado com as iniciais NL, foi encontrado e traduzido, revelando que o criminoso supostamente era um "apreciador de música lenta" e estaria revoltado com os clubes da Baixada Fluminense que tocavam músicas do gênero rock nos bailes de fim de semana.
Nielsen Barros Louzada foi a única pessoa a ser presa e acusada de ser o autor da explosão num baile do Mesquita Tênis Clube no ano de 1985, que matou Otacílio Alexandrino Pinheiro, de 23 anos, um torneiro mecânico e ex-goleiro do Bandeirantes, e cegando um amigo seu. Porém, Nielsen já estava respondendo a processo na 4º Vara Criminal de Nova Iguaçu quando ocorreu a explosão no Cinema Center I em 1986, no Shopping Iguatemi, e afirmou que seu nome estaria envolvido no caso por inimigos políticos de seu pai, o ex-deputado Nielsen Louzada.
Devido a escassez de reportagens sobre o caso, é presumido que o Terrorista de Nova Iguaçu ainda não tenha sido identificado, ou possa estar falecido ou preso. Um outro maníaco, que estava praticando atentados a bomba na Zona Norte do Rio de Janeiro, teria feito 12 atentados com vários feridos. Um eletricista de 22 anos foi preso pela polícia e teria sido investigado se ele possuía ligações com o maníaco da Zona Norte. Devido a essa escassez de reportagens sobre o desfecho dessa investigação e a incerteza se o maníaco da Zona Norte seria o Terrorista de Nova Iguaçu, tampouco se os dois criminosos terem sido identificados ou presos, é presumido que ambos casos ainda não tenham sido solucionados.

## Primeiro atentado

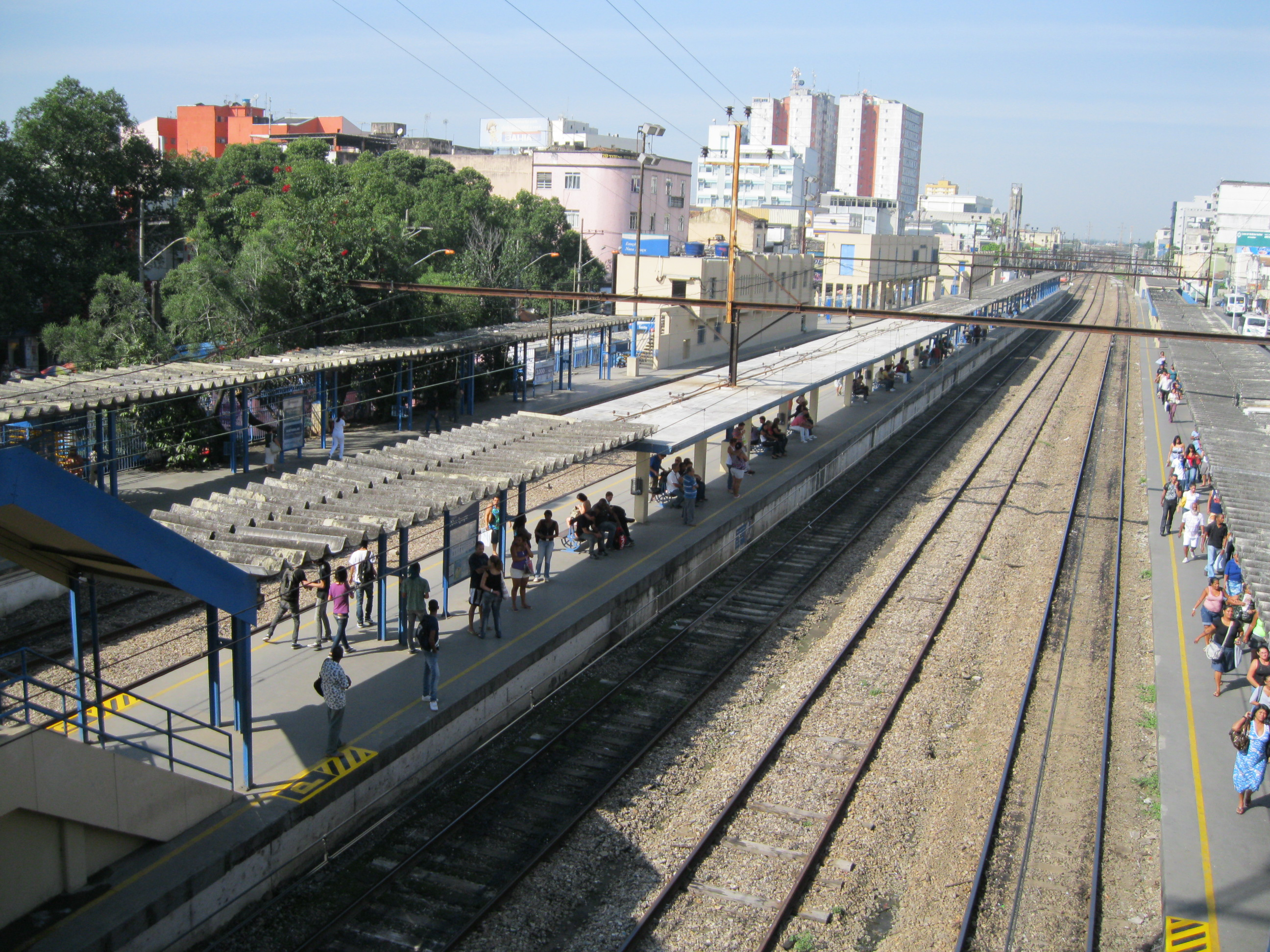
Nova Iguaçu, Rio de Janeiro

Pela madrugada do dia 12 de agosto de 1985, ocorreu uma explosão dentro do Mesquita Tênis Clube, localizado na Rua Arthur de Oliveira Vecchi, em Mesquita, causando a morte do torneiro mecânico e ex-goleiro Otacílio Alexandrino Pinheiro de 23 anos. Aproximadamente duas mil pessoas dançavam no local ao som da Equipe Charles Discoteca quando ocorreu a explosão. Apesar da explosão, não houve pânico, segundo informação da diretoria, frisando ainda que caso ocorresse, resultaria em tumulto e pisoteamento durante a fuga.
Informações iniciais da investigação da explosão, apurada pelo delegado Dennis Rupert e Claudete Oliveira da Silva, uma das feridas, revelou que o rádio foi entregue a Otacílio por um homem de meia-idade, branco e baixo, com bigode e que trajava calça de brim azul e camisa quadriculada e seria conhecido de Otacílio. O indivíduo saiu em seguida rapidamente. Ao pegar o rádio com a mão esquerda, Otacílio levou o artefato para o ouvido esquerdo e com a sua mão direita girou o dial para mudar de estação, causando a explosão do artefato. Otacílio, que estava junto a um grupo de amigos próximo ao palco, foi atingido em cheio pela bomba.
A violenta explosão dilacerou o braço de Otacílio, bem como desfigurou seu rosto, e uma parte da arcada dentária foi arremessada à distância junto com outros pedaços do corpo, e sua massa encefálica ficou grudada ao teto do ginásio. O autor do atentado teria sumido do local e, segundo frequentadores, chegou a ser procurado por um grupo de rapazes, mas escapou.
Otacílio era um frequentador do Mesquita e era conhecido por todos os outros frequentadores. Ricardo Pinheiro, seu irmão, estava dormindo na hora do atentado e foi avisado do fato, enquanto seu pai, João Batista Pinheiro, de 54 anos, teve um ataque cardíaco e passou mal, sendo internado na Casa de Saúde Nossa Senhora de Fátima, em Nova Iguaçu.
Amigos de Otacílio protestaram à porta do clube, exigindo que a determinação dos diretores é que os frequentadores teriam de ser revistados pelos seguranças, pois aparentemente alguns não sofriam revista.
No dia 17 de agosto de 1985, o Jornal dos Sports noticiou a prisão do radioperador da Secretaria de Polícia Civil, Nielsen Barros Louzada, filho do ex-deputado Nielsen Louzada, em conexão com a explosão do Mesquita Tênis Clube.
Nielsen foi encaminhado à Delegacia de Homicídios, e o delegado Wanderlei José da Silveira se deslocou a Baixada para escutar depoimentos de duas vítimas do atentado, que estavam internadas no Hospital Nossa Senhora de Fátima. O delegado Wanderlei foi exonerado da delegacia de Homicídios em decorrência de uma intimação a banqueiros do jogo do bicho.
Apesar do sigilo durante as diligências do caso e como não foram dadas informações na Delegacia de Homicídios, a reportagem do Jornal dos Sports especulou que o fato seria possivelmente uma rivalidade entre o Mesquita Futebol Clube e do Mesquita Tênis Clube, o primeiro sendo dirigido pelo pai de Nielsen. Também foi dito que Otacílio, a vítima fatal da explosão, era ligado a um grupo radioperador e que ele iria colocar o rádio-bomba no aparelho de som do Tênis Clube.
O artefato foi descrito como "sofisticado" e de "procedência estrangeira", tendo o delegado solicitado exames periciais acurados.
Na época, suspeitou que Nielsen e Otacílio estariam envolvidos no atentado, suspeitando de implicação a um grupo na época conhecido como "grupo da Rua Marques", que estavam envolvidos em atos de violência na área.
Uma reportagem de o Jornal do Brasil de 7 de janeiro de 1986 sobre o atentado no Mesquita Futebol Clube menciona um pintor chamado Edson dos Santos que estava sendo investigado juntamente a Nielsen Barros, ambos acusados de colocar a bomba. Os dois foram ouvidos em juízo na 4ª Vara Criminal de Nova Iguaçu, onde aguardavam a sentença.
O ex-deputado do PMDB e presidente do Mesquita Futebol Clube e pai de Nielsen Barros, Nielsen Louzada afirmou que "se alguém colocou uma bomba no meu clube, foi por inveja" e não acreditava em rivalidade. Nielsen também teria alegado que seu filho e o pintor Edson eram inocentes, e que teriam sido coagidos a confessar o atentado. "Obrigado a confessar o que não fez," e também afirmou que "nenhuma das testemunhas do incidente no Mesquita Tênis reconheceu meu filho. Naturalmente quem colocou a bomba no Tênis foi o mesmo que colocou a de ontem no meu clube."

## Segundo atentado
No dia 5 de janeiro de 1986, enquanto mais de três mil pessoas estavam no salão assistindo o show do cantor Tony Tornado no Mesquita Futebol Clube, localizado na Avenida Feliciano Sodré, ocorreu aproximadamente as 22 horas e 20 minutos uma explosão de uma bomba de fabricação caseira, causando ferimentos em oito pessoas, incluindo uma criança, que foram medicados na Casa de Saúde Nossa Senhora de Fátima, enquanto outros foram medicados na Casa de Saúde São José, em Mesquita. A violenta explosão provocou pânico e correria entre os frequentadores, que desesperados, procuravam saída em meio ao pisoteamento de outras pessoas, temendo outra explosão.
Cinco minutos após o atentado, passavam em frente ao clube Três Patamos do Batalhão da Polícia Militar e um do Núcleo de Operações Especiais. O tenente Eraldo notou o tumulto na porta da agremiação e determinou que seus subordinados isolassem a área, enquanto ao mesmo tempo chegava o delegado titular Augusto Pires Batista e dois inspetores. Os diretores do clube tentaram desfazer o local, retirando estilhaços de metal e papelão, bem como parafusos e uma possível espoleta de bomba, que seriam do artefato, até mesmo tentando fazer o show prosseguir, mas sem êxito. Um agente judiciário, Hernandes Freitas Soares, relatou ao delegado que teria sido agredido enquanto pedia socorro na portaria, exibindo sua carteira funcional, o que acarretou em agressões de dois seguranças, que o atiraram na calçada, dizendo "lugar de se morrer era na rua".
Após a explosão no Mesquita Futebol Clube, os policiais acreditaram que os atentados estariam ligados a uma guerra entre associados do Mesquita Futebol Clube, que tinha passado para a 1ª Divisão da Federação Fluminense de Futebol, que disputaria naquele ano o primeiro campeonato, com o seu rival, o Tênis Clube Mesquita. A explosão no Tênis Clube Mesquita, que vitimou Otacílio, foi insinuada que pessoas fiéis ao Mesquita Futebol Clube estariam envolvidas no atentado de 1985. A investigação sobre a explosão do Mesquita Futebol Clube estariam usando essa hipótese, mas não havia alguma pista concreta que reforçasse tais suspeitas. Os associados dos dois clubes, por sua parte, declararam assustados com os atentados.

## Terceiro atentado
No dia 5 de outubro de 1986, cerca de 300 pessoas estavam assistindo o filme O Homem da Capa Preta no cinema Center I no shopping Iguatemi, localizado na Avenida Marechal Floriano, em Nova Iguaçu, quando explodiu uma bomba de fabricação caseira por volta das 18 horas, ferindo três delas, duas com mais gravidade.
Policiais do Departamento de Investigações Especiais da Secretaria da Polícia Civil afirmaram que o artefato era de baixa potência e teria sido acionado por um sistema de corda de relógio. O artefato teria sido inserido embaixo de um assento da quinta fila, a partir da sala de projeção, localizada na entrada, ao lado direito da tela. O mecanismo teria sido acionado no final da sessão anterior. A explosão teria sido procedida de um telefonema anônimo à gerência do cinema.
Mulheres, com namorados e noivos, estavam sentadas próximas umas das outras e na mesma fila onde foi colocado o artefato. A explosão da bomba foi descrita como "surda" e "abafada", e logo em seguida vieram os gritos das moças, interrompendo imediatamente a projeção. As luzes se acenderam e as portas foram abertas; não houve tumulto e a sala de projeção foi rapidamente evacuada. A sessão no Center 2, que exibia The Karate Kid, Part II estava repleta de espectadores e continuou. A explosão não havia alarmado frequentadores dos bares do shopping, que estavam funcionando normalmente. Uma vítima, Alexandra Sabone Massa, de 17 anos, foi medicada na casa de saúde Nossa Senhora de Fátima. Duas outras vítimas do atentado foram levadas até o Hospital da Posse. Uma delas, Solange Vicente da Silva, de 25 anos, teve as pernas perfuradas por pedaços da bomba, composta na maioria de sua parte de pregos, enquanto a outra vítima, Norma Sueli Ventura Santiago, de 17 anos, foi submetida a uma cirurgia de enxerto para recuperar a panturrilha da perna esquerda, no qual foi a mais afetada. O namorado de Alexandra, Paulo do Carmo Lima, de 25 anos, não ficou ferido no atentado.
A explosão foi comentada por clientes do shopping Center, no qual se divertiam com piadas, jocosamente atribuindo a explosão aos disparos de Lurdinha, submetralhadora do personagem Tenório Cavalcanti no filme. Foi notado a presença de um cartaz afixado no Center 2 com o seguinte aviso: "É proibida a presença de estudantes uniformizados".

### Investigações sobre a explosão no cinema
Os agentes do DIE e peritos do Instituto Carlos Éboli vistoriaram o local da explosão, evitando a presença da imprensa. Saindo, levaram o banco furado pelo impacto da bomba, afirmando que não houve grande dano material. O gerente do cinema, Mário Linhares, não teria permitido filmagens ou fotos na sala de projeção.
Os peritos afirmaram que a explosão teria ocorrido provavelmente uma hora após o disparo da corda. Foi dado um prazo de dez dias para preparar o laudo técnico da explosão.
Foram feitas investigações no dia após o atentado pelos agentes do DIE, que continuavam sem pistas para identificar a pessoa que teria colocado o artefato sob a poltrona do cinema. As vítimas foram chamadas para depor no inquérito que estava sendo investigado pelo DIE. Foi notado que no dia da investigação o cinema estava fechado e sem nenhum funcionário. Na galeria onde funcionava o cinema, os trabalhadores das lojas vizinhas não sabiam informar sobre a explosão da bomba. Segundo algumas pessoas, o atentado teria sido que "alguém tentou fazer uma brincadeira e acabou ferindo pessoas inocentes." Um trabalhador do prédio disse que estava calmo e que o cinema abriria normalmente para exibir o filme O Homem da Capa Preta, que estava na segunda semana de exibição.
Os policiais da delegacia de Nova Iguaçu informavam que as investigações estavam a cargo do DIE da Baixada Fluminense, cujo titular na época era o delegado Pedro Peres. O gerente do cinema Mário Linhares estava ausente no dia da investigação, com pessoas que trabalhavam próximo ao cinema alegando que Mário estava fugindo da imprensa para evitar declarações e não comprometer a empresa. Na hora da explosão, haviam 508 poltronas da sala de exibição, sendo que 204 estavam ocupadas.

## Quarto atentado
No dia 29 de junho de 1987, uma bomba de fabricação caseira com sistema elétrico, alimentado por duas pilhas explodiu as 16 horas no supermercado Casas Sendas, localizado na rua mais movimentada do centro de Nova Iguaçu, a avenida Nilo Peçanha, ferindo três pessoas (dois funcionários e um cliente), duas levemente e uma gravemente, da qual teve grave queimadura no braço e que teve de ser operada. O supermercado estava repleto de clientes quando houve a explosão, resultando em um tumulto e desmaios de clientes, com pessoas sendo atendidas com crises nervosas em postos de urgência e outras pensando que o estabelecimento estava desabando.
Na rua Nilo Peçanha, que dá entrada a Sendas, estava intenso o tumulto. A bomba, que foi deixada numa sacola no balcão da recepção, foi descrita como do "tipo que detona após um tempo depois de ser armada", com o adendo de peritos dizendo que "quem a montou conhece explosivos". O funcionário do supermercado Marinaldo de Sousa Santos, de 20 anos, que trabalhava em guardar os embrulhos deixados na recepção, foi internado com queimaduras de 1º, 2º e 3º grau em decorrência da explosão e submetido a cirurgia plástica nos braços, que durou uma hora e 40 minutos, na qual Marinaldo iria ser operado novamente nos próximos dias.
No fogo que se seguiu após a explosão, mais de 100 escaninhos e aproximadamente 15 ou 2 sacolas, embrulhos e outros objetos deixados pelos clientes ficaram queimados. Os peritos do DPE recolheram duas pequenas pilhas, pedaços de fios e uma tampa de lata de talco, bem como outros materiais e calcularam que dentro de dois dias poderiam ter mais detalhes do tipo de bomba usada na explosão. As chamas que atingiram os clientes e queimaram sacolas foram oriundas de uma garrafa plástica com álcool guardada perto do escaninho nº 155, onde o artefato teria sido deixado. Os pedaços da garrafa plástica também foram recolhidos, e os peritos afirmaram que uma tábua de dez metros de comprimento por um de altura, que cercava o balcão serviu "de escudo" para impedir que estilhaços em chamas atingissem distâncias maiores. A tábua teria rachado em sentido vertical por conta do impacto da explosão. O perito Wilman notou que uma pessoa sofreria sérios ferimentos caso a tábua a atingisse.
O gerente do supermercado Laumerino Guinzani relatou que no momento da explosão havia poucas pessoas perto do balcão de recepção, que provavelmente contribuiu para evitar maior número de vítimas. Os funcionários que trabalhavam na recepção foram chamados para serem ouvidos no dia 30 de junho.
Após o atentado no Sendas, a polícia Federal abriu um inquérito no dia 1 de julho para apurar o caso. Agentes da Divisão de Explosivos do DPE da polícia Civil compareceram ao Sendas e verificaram que o artefato era de fabricação caseira mas continha "acentuado teor." Embora ter sido vítima do atentado a bomba, o Sendas estava funcionando normalmente, apesar dos estragos causados pelo atentado no dia anterior.

### Possível ligação com atentados anteriores
No dia 1 de julho de 1987, poucos dias após o atentado, mesmo com a autoria do atentado sendo desconhecida, a polícia determinou que a característica do artefato deixado no supermercado era a mesma dos dois atentados na Baixada, sendo estes dois especificamente o atentado de 1985 no Mesquita Tênis Clube e o atentado de 1986 no Cinema Center I. Embora o primeiro artefato foi montado num rádio de transformador variável, o princípio do circuito e alimentação era o mesmo.
O clima de agitação em virtude dos atentados teria dificultado as investigações da polícia mas afirmaram que no dia seguinte teriam mais detalhes sobre a bomba, adicionando que não tinham dúvidas de que mesmo o artefato sendo de fabricação caseira, foi montada "por quem conhece de explosivos."
Foi revelado que algumas pessoas que já estiveram envolvidas ou detidas por causa de bombas estavam sendo investigadas.

## Carta do possível autor dos atentados
Um bilhete, que estava escrito em código de sinais marítimos "à base de bandeirinhas", foi encontrado pela polícia na parte inferior da poltrona sob a qual explodiu o artefato no terceiro atentado, feito ao Cinema Center I. De acordo com a reportagem feita pelo Jornal do Brasil, o bilhete indicava que o autor dos atentados era um "apreciador de música lenta" e que estaria revoltado com as músicas do gênero rock que tocavam nos bailes durante os finais da semana.
A tradução do bilhete foi feita pela Marinha a pedido do delegado Elson Campello. O bilhete continha a seguinte declaração, e estava assinado com as iniciais NL:
Isto é para vocês, diretores de clubes, aprenderam a não colocar só música quente. Também têm que lembrar que tem músicas lentas. Elas também existem e, se as minhas exigências não forem atendidas, as brincadeiras irão continuar até que mudem de idéia. Está é apenas a terceira brincadeira. Elas irão continuar até corresponderem. e nenhum segurança irá me impedir porque sou capaz de atravessar até paredes sem que alguém me veja. Só quero tempo igual para música lenta e rock. NL
O diretor do DIE Elson Campello, após ler o bilhete traduzido, teria começado a estudar a ligação das três explosões de bombas caseiras que ocorreram no Mesquita Tênis Clube em 1985 e Mesquita Futebol Clube em 1986, todas essas na localidade de Nova Iguaçu. "Analisamos os três laudos feitos nos locais das explosões e constatamos que as bombas tinham os mesmos mecanismos de fabricação e utilizavam pólvora negra", afirmava Elson Campello.
As iniciais NL incluídas no bilhete coincidiam com Nielsen Louzada, o único acusado pela explosão no Mesquita Tênis Clube em 1985, porém Nielsen negava envolvimento com o crime, dizendo que seu nome "estava envolvido no caso por inimigos políticos de seu pai", o ex-deputado Nielsen Louzada.
Segundo o delegado Elson Campello, que estaria investigando as possíveis ligações, os três casos possuíam relação. De acordo com Elson, pelo bilhete que foi encontrado no cinema de Nova Iguaçu, foi declarado que o autor da explosões era um maníaco. Foram também descobertas outras duas cartas, também escritas em códigos, enviadas às Lojas Americanas e ao Mesquita Tênis Clube, entregadas em junho de 1986, com remetentes se identificando como Paulo Roberto Nunes e Washington Tavares Filho, que seriam moradores da Avenida Mirandella, 112, em Nilópolis. Ambos remetentes moravam na mesma rua na carta. As duas cartas também continham ameaças aos clubes que tocavam músicas do gênero rock.

### Operação Macumba
Por conta da pólvora negra, Campello desencadeou uma operação denominada de "Operação Macumba" no dia 6 de outubro de 1986, com o objetivo de reprimir a venda da tula pelas casas de artigos de umbanda, que era muito utilizada nos rituais umbandistas e provavelmente teria sido um componente na fabricação dos artefatos explosivos de Nova Iguaçu. "Com a operação, procuramos inibir a venda do produtos", disse Campello."
Em decorrência da operação Macumba, o Departamento de Investigações Especiais da Secretaria de Polícia Civil apreendeu numa blitz no dia 8 de outubro de 1986 aproximadamente 10 quilos, 450 gramas de pólvora, acondicionados em 209 cartuchos em casas de artigos de umbanda no Centro e em Botafogo, que eram usados em rituais de macumba. Embora a venda da pólvora era proibida, a pólvora era adquirida por fabricantes caseiros de bombas, segundo a polícia da época. A blitz era comandada pelo diretor de Divisão de Armas e Explosivos do DIE, o delegado Paulo de Tarso. Os 209 cartuchos de pólvora, de marca Adrianino, foram apreendidos em oito casas de artigos de umbanda pelos policiais.
No dia 9 de outubro de 1986, o DIE apreendeu mais de 1.021 cartuchos com 40 gramas de pólvora cada um. O delegado Elson Campello afirmou que esperava encontrar, entre os compradores, o fabricante da bomba do cinema Center I. Elson procurou pistas na Baixada para elucidar a explosão, bem como acreditava que ligando os três atentados, com os dois de Mesquita, talvez chegaria ao autor da explosão. Foi reportado que o DIE iria vistoriar casas no Rio e na Baixada Fluminense para apreensão de mais pólvora que era vendida irregularmente.

## Maníaco da Zona Norte e prisão de suspeito
Um outro maníaco que estaria explodindo bombas caseiras há dois anos na Zona Norte do Rio de Janeiro com vários feridos foi apontado como autor de doze atentados nos subúrbios. Não é possível saber se este maníaco está ligado ao Terrorista de Nova Iguaçu.

### Atentado no Supermercado Disco e o atentado no Bairro de Acari
Na tarde do sábado do dia 9 de julho de 1988, uma bomba-relógio no Supermercado Disco foi desarmada antes de explodir. Embora esse artefato não tenha causado dano algum, um dia depois uma bomba explodiu e feriu quatro pessoas e danificou um carro no bairro de Acari. Na reportagem de A Tribuna de São Paulo de 11 de julho sobre o atentado ao supermercado Disco, foi escrito que "a polícia não faz a menor ideia de quem seja o autor das bombas".
O atentado no bairro de Acari ocorreu na manhã no dia 10 de julho do mesmo ano. Uma bomba de fabricação caseira foi colocada junto a um meio-fio debaixo de um carro Chevette com a placa RT-2201 estacionado na Avenida Automóvel Clube próximo à feira. Assim que o artefato detonou, o porta-malas do carro foi perfurado pela explosão que, segundo testemunhas, fizeram janelas de prédios vizinhos estremecerem. Peritos da Divisão de Recursos Especiais da Polícia Civil que estava examinando o local afirmaram que a bomba foi fabricada com cerca de 200 gramas de pólvora que foram inseridas num cano de ferro galvanizado.
O policial Carlos Alberto Maulaz teria assumido que "deve ter sido feita pelo mesmo psicopata que já colocou outras 12 do mesmo tipo sempre nos subúrbios". Nenhuma das pessoas presentes no local conseguiram ver o indivíduo que pôs a bomba, que estava dentro de uma bolsa de plástico azul sob o carro. Os policiais acreditaram que o maníaco estaria mirando para atingir o tanque de gasolina, porém o criminoso teria errado a posição, não obtendo êxito em provocar o incêndio. As vítimas desse atentado foram atendidas no Hospital Estadual Getúlio Vargas e outros no Hospital Municipal Carmela Dutra e Posto de Urgência em São João de Meriti.
O dono do carro, o contador de uma gráfica em São Cristóvão José Gonçalves, de 44 anos, teria lamentado sobre as vítimas, "eles é que sofreram com este absurdo. O carro é fácil de consertar," e adicionando que não acreditava que a bomba em seu carro teria sido para atingi-lo. "Não tenho inimigos," afirmou.
A Tribuna de São Paulo afirmou que este maníaco espalhava bombas pela Zona Norte do Rio "há dois anos". A reportagem também afirmava que "bombas idênticas a essa já foram deixadas em vários pontos da Zona Norte, aparentemente pela mesma pessoa, segundo os peritos," mencionando que os artefatos tinham sistema de fabricação idêntico. No mesmo ano de 1988, havia ocorrido três atentados idênticos: um Corcel teria sido explodido em Pilares, enquanto outro carro foi incendiado no estacionamento da Igreja Reino de Deus no Encantado e outra em um bar em Abolição, que feriu seis pessoas.

### Atentado na estação ferroviária de Engenho de Dentro
O mais grave atentado, com 11 vitimas, ocorreu em 25 de setembro de 1987 numa estação ferroviária de Engenho de Dentro, quando um desconhecido, descrito como "branco alto, cabelos cortados e com um boné branco," se aproximou do armador de construção Vicente Anastácio, de 55 anos, e lhe pediu para que segurasse uma bolsa contendo um artefato explosivo de fabricação caseira. Vicente recusou a segurar a bolsa, desconhecendo que havia uma bomba, e acreditando que seria um produto contrabandeado, o que levou o indivíduo colocar a sacola com a bomba debaixo do banco da plataforma e depois falou que iria ao banheiro. O homem então foi visto deixando rapidamente a estação.
Um vendedor de amendoim, José Gonçalves de Almeida Filho, 19 anos, colocou sua lata superaquecida ao lado da bolsa, causando a explosão por volta das 19 horas e 50 minutos, ferindo 11 pessoas, incluindo um bebê de três anos; Vicente saiu de seu banco, e não morreu queimado porque as pessoas presentes no atentado rasgaram a sua roupa. A explosão provocou pânico e correria. Fragmentos do explosivo atingiram o trem e os passageiros da composição UDS 119, que havia saído da Central do Brasil com destino a Santa Cruz, e havia parado para desembarcar os passageiros no momento da explosão. O vendedor de amendoim José Gonçalves estava internado juntamente a Vicente e aguardando a cirurgias para tratar de fraturas expostas em sua perna direita bem como retirar os fragmentos de metal na Casa de Saúde Santa Terezinha da Tijuca. O armador de construção Vicente bem como o vendedor de amendoim José Gonçalves (testemunhas-chaves do atentado) iriam fornecer mais informações do atentado.
O artefato foi descrito pelo Grupo de Recursos Especiais e Desativação de Explosões como de fabricação caseira e media de aproximadamente 25 cm, feito com um cilindro possivelmente metálico, e descrito "com uma capacidade de explosão suficiente caso fosse detonado dentro do vagão, adicionando ainda que a bomba tinha características similares a de um coquetel molotov. O explosivo também tinha sido municiado com bilhas e que poderia ter sido detonado com pólvora ou querosene.
Em uma reportagem da Tribuna da Imprensa de 29 de setembro de 1987, um retrato falado produzido pela Departamento de Policia Especializada feito a partir das testemunhas-chaves do caso iria ser finalizado no dia 1 de outubro de 1987, uma quinta-feira. A polícia acredita que o homem seria um rapaz branco de 35 anos com cabelos cortados, descrito pelas testemunhas. Os policiais do DIE continuaram em diligências a fim de apurar nos ferros velhos do subúrbio da Central onde o autor teria comprado o material usado para fabricar a bomba. Na mesma reportagem da Tribuna da Imprensa, teria ocorrido nos últimos meses quatro atentados na mesma área, com a polícia acreditando que se tratava da mesma pessoa descrita pelas testemunhas.

#### Prisão de suspeito
Um dia antes da reportagem de A Tribuna de São Paulo, um eletricista de 22 anos chamado Elourdes Mendes Israel foi preso, suspeito de tentar assaltar o supermercado Disco no qual plantara a bomba. Elourdes estava portando uma pistola 765 de marca FM belga. O inspetor Carlos Maulaz, junto com detetives Ataíde e Wilmar do DRE afirmaram que o artefato continha pólvora negra, um relógio digital conectado a uma bateria e estava enrolada com papéis e apertada com fita gomada, provavelmente para dar mais pressão a explosão. O inspetor Maulaz afirmou que "ela causaria muito pânico, mas só atingiria quem estivesse muito perto". Um laudo sobre o caso foi determinado para sair naquela segunda-feira.
A prisão de Elourdes ocorreu após o soldado Amaro de Mattos ter sido avisado por populares de um possível assalto ao supermercado e, ao se aproximar viu dois homens correndo. Elourdes foi barrado por um homem e foi preso em flagrante, enquanto o outro conseguiu se evadir do local. Elourdes teria negado tudo enquanto estava detido, mas permaneceu preso.
Com a prisão de Elourdes, a polícia começou a estudar ligações entre ele e o maníaco que teria feito ao menos 12 atentados pela Zona Norte do Rio de Janeiro. A única pista que a polícia possuía era o retrato falado, que descrevia o principal suspeito: moreno claro, aparentando 40 anos, estrutura mediana que usava bigode. De acordo com o delegado da época Oswaldo Neves do 19ª onde o eletricista foi preso, teria dito que "pode haver uma conexão entre ele e o psicopata," e também mencionou quando uma testemunha viu um suspeito do atentado na estação de Engenho de Dentro. O perito Joaquim Barreto disse que o método dos 12 atentados anteriores utilizavam o mesmo tipo de artefato, que consistia de um tubo de ferro galvanizado com tampa rosqueada e cerca de 200 gramas de pólvora, deixada sempre em local de grande movimento.